# IC 4262
IC 4262 је спирална галаксија у сазвјежђу Хидра која се налази на листи објеката дубоког неба у Индекс каталогу.
Деклинација објекта је - 28° 16' 14" а ректасцензија 13h 30m 23,1s. Привидна величина (магнитуда) објекта IC 4262 износи 14,8 а фотографска магнитуда 15,6. IC 4262 је још познат и под ознакама ESO 444-58, PGC 47457.